# Osarizawaïte
L'osarizawaïte est un minéral sulfate jaune verdâtre de formule chimique : PbCuAl2(SO4)2(OH)6. Elle présente des cristaux rhomboédriques et forme des agrégats en forme de croûte sur la matrice. Son symbole IMA est Orz. Minéral secondaire, analogue en aluminium de la beaverite, elle est membre du groupe de l'alunite.
Elle a été décrite pour la première fois en 1961 pour une occurrence dans la zone oxydée de la mine japonaise d'Osarizawa, préfecture d'Akita sur l'île de Honshu. 